# Qaasuitsup
Qaasuitsup (tiếng Greenland: Qaasuitsup Kommunia) là một đô thị tự quản mới ở Greenland, hoạt động từ ngày 1 tháng 1 năm 2009. Tính đến tháng 1 năm 2010, dân số của đô thị này là 17.749 người. Trung tâm hành chính của đô thị nằm ở Ilulissat (trước đây gọi là Jakobshavn). Đô thị này bao gồm các thành phố cũ của miền tây và miền bắc Greenland, được đặt tên theo khu định cư lớn nhất.
Đô thị này nằm ở phía Tây Bắc Greenland. Với một diện tích 660.000  km² (254,827.4 sq mi), nó là khu tự quản lớn nhất thế giới theo khu vực, lớn hơn so với Pháp tại 643.427  km² (248,428.6 sq mi).
Ở miền Nam, nó giáp khu đô thị tự quản Qeqqata. Ở phía đông nam, giáp với thành phố Sermersooq, tuy nhiên biên giới này chạy Bắc-Nam (45 ° Tây kinh tuyến) thông qua trung tâm của tấm băng ở Greenland (Kalaallisut: Sermersuaq), và như vậy là miễn phí của lưu lượng truy cập. Ở phía đông và đông bắc giáp với Vườn quốc gia Đông Bắc Greenland.
Vào cuối phía nam của đường bờ biển, đô thị tự quản này là các vùng biển của Disko Bay, một đầu vào của vịnh Baffin, các cạnh phía bắc đảo Greenland trong hình thức của Melville Bay. Các bờ biển phía đông bắc Baffin Bay được chấm với các hòn đảo của quần đảo Upernavik, hoàn toàn có trong đô thị. Ở phía tây bắc xa gần Qaanaaq và Siorapaluk, bờ biển, đô thị tự quản này mở rộng vào eo biển Nares, tách Greenland từ đảo Ellesmere.